# تشغردك
تشغردك (بالفارسية: چگردک) هي منطقة سكنية تقع في قسم جلغة تشاة هاشم الريفي (مقاطعة دلغان) في إيران. يقدر عدد سكانها بـ 1,684 نسمة .